# Gibson L6S

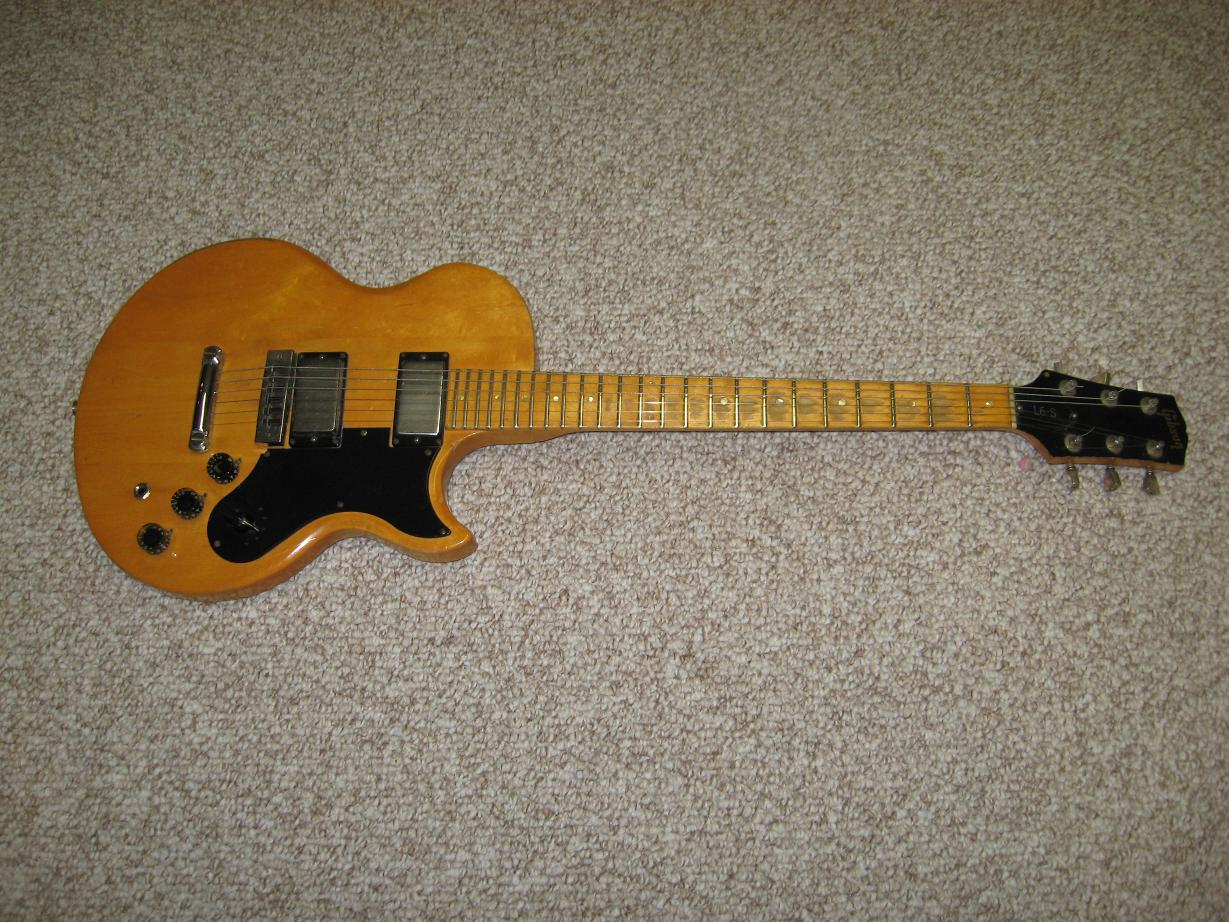
Gibson L6-S Custom, de face.

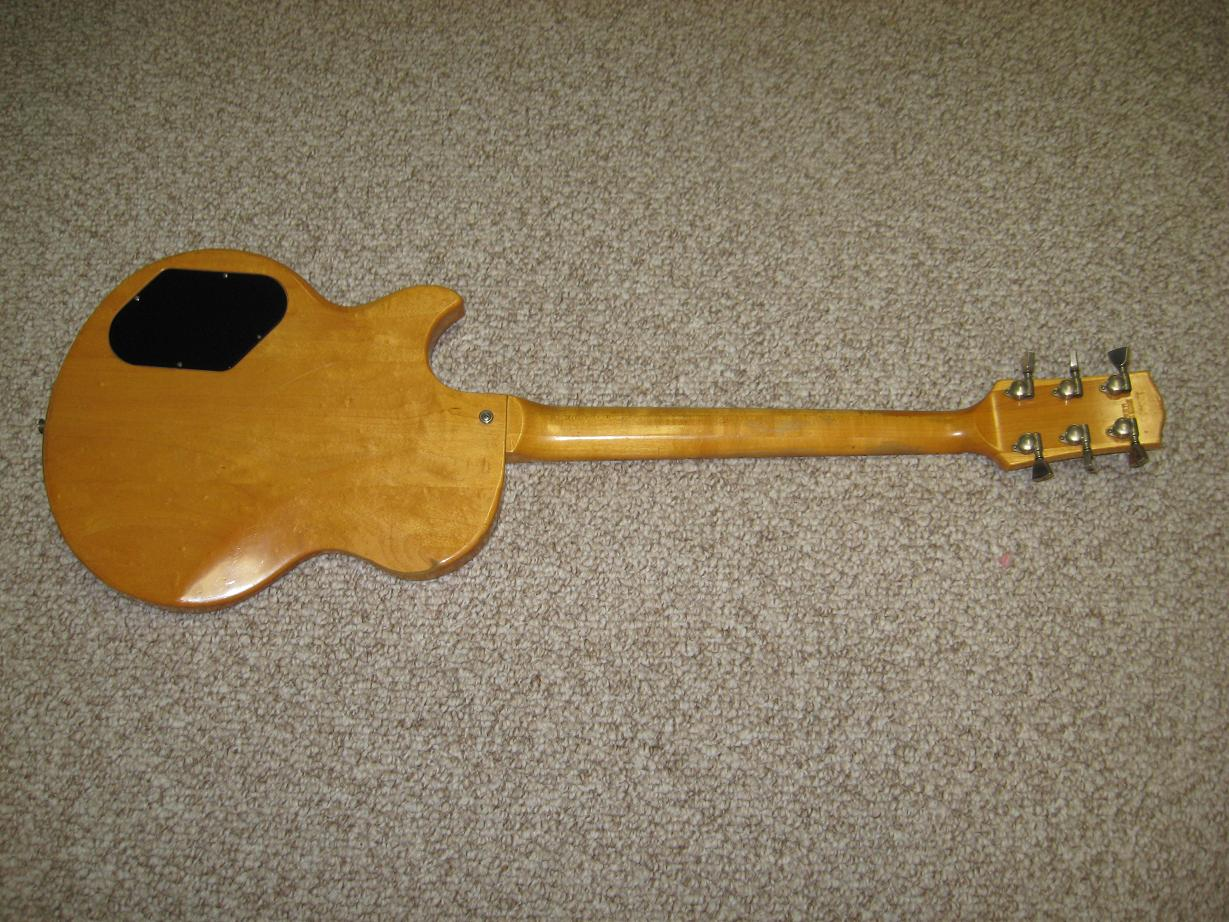
Gibson L6-S Custom, de derrière.

La Gibson L6-S est une guitare électrique fabriquée par Gibson entre 1973 et 1979.

## Description
Conçue par Bill Lawrence en 1972, elle compte deux micros humbucker à haut niveau de sortie avec un sélecteur de micro à six positions, un potentiomètre de volume, un de mid range et un de tonalité.
Le corps et le manche sont en bois d'érable, le manche possède 24 frettes et il est collé au corps de la guitare, sauf sur la série économique Midnight Special, où il est vissé.
Les six combinaisons de micros sont :
1. les deux micros en série ;
2. micro manche seul ;
3. les deux micros en parallèle ;
4. les deux micros en parallèle hors phase ;
5. micro chevalet seul ;
6. les deux micros en série hors phase.

## Musiciens jouant sur L6-S
- Mike Oldfield
- Prince (deluxe)
- Keith Richards[1]
- Carlos Santana[1]
- Paul Stanley
- Massimo Morante